# 331 (numero)
Trecentotrentuno (331) è il numero naturale dopo il 330 e prima del 332.

## Proprietà matematiche
- È un numero dispari.
- È un numero difettivo.
- È il 67º numero primo, dopo il 317 e prima del 337.
  - È un primo cubano.
- È parte della terna pitagorica (331, 54780, 54781).
- È un numero esagonale centrato.
- È un numero omirp.
- È un numero fortunato.
- È un numero felice.

## Astronomia
- 331P/Gibbs è una cometa periodica del sistema solare.
- 331 Etheridgea è un asteroide della fascia principale del sistema solare.

## Astronautica
- Cosmos 331 è un satellite artificiale russo.